# Sicya agyllaria
Sicya agyllaria är en fjärilsart som beskrevs av Walker 1860. Sicya agyllaria ingår i släktet Sicya och familjen mätare. Inga underarter finns listade i Catalogue of Life.